# Miquel Arimany
Miquel Arimany i Coma (Barcelona, 10 de septiembre de 1920 - 30 de junio de 1996) fue un escritor y editor español, de origen catalán.

## Biografía
Estudió peritaje mercantil y fundó la Editorial Arimany, donde publicó la mayor parte de su trabajo y el Diccionari Català general (1965-1968), así como numerosos trabajos para el aprendizaje de la lengua inglesa. Fue miembro de la Asociación de Escritores en Lengua Catalana (AELC) y del PEN Club catalán y colaboró en los periódicos como El Punt, La Vanguardia, El Correo Catalán, Avui y en la emisora Ràdio 4. En 1984 recibió la Creu de Sant Jordi de la Generalidad de Cataluña.

## Obra

### Novela y narración
- Eduard (1955)
- Una taca de sol (1968)
- La cabra i altres narracions (1984)
- Si la vida ens digués sí (1988)
- Memòries de mi i de molts altres (1993)

### Poesía
- D'aire i de foc (1959)
- Cançons per a no cantar (1978)
- Petit poema de Catalunya (1978)
- Paisatges de Catalunya (1979)
- Miquel Arimany, Enric Morera: poemes i dibuixos (1983)
- De foc i d'aire (1980)
- L'ombra del vent (1987)

### Teatro
- El comte Arnau (1968)

### Ensayo
- Maragall 1860, 1911, 1961 (1964)
- Per un nou concepte de la Renaixença (1965)
- I els catalans també (1965, premi J. Yxart)
- Símbol vivent, biografia de Rafael Tasis (1967)
- L'avantguardisme en la poesia catalana actual (1972)
- Aspectes de nova observació en l'obra poètica de Jacint Verdaguer (1986)

### Traducciones
- La balada de la prisión de Reading, traducción del inglés de Oscar Wilde (1958)
- La Familia del barrio chino, traducción del inglés de Lin Yutang (1966)
- El cementerio marino, traducción del francés de Paul Valéry (1971)
- Paul Valéry en sus mejores escritos, traducción del francés de Paul Valéry (1972)
- Gusto de pan [con Tadeusz Malinowski], traducción del polaco de Juan Pablo II (1981)
- Versiones de poesía (1986) con poemas traducidos de Oscar Wilde, Paul Valéry y T. S. Eliot[2]